# Weberbauera minutipila
Weberbauera minutipila är en korsblommig växtart som beskrevs av Al-shehbaz. Weberbauera minutipila ingår i släktet Weberbauera och familjen korsblommiga växter. Inga underarter finns listade i Catalogue of Life.